# Gräsö
För andra betydelser, se Gräsö (olika betydelser).
Gräsö är en ö i Östhammars kommun, Uppsala län, i Roslagen. 
Gräsö är cirka 30 km lång, 6 km bred och har en yta på 93 km² vilket gör den till Sveriges 10:e största ö till ytan. Totalt fanns det 665 bofasta invånare på ön år 2015. Den kan nås från Öregrund med färja som är i trafik året om. Norr om Gräsö finns Örskär som är en mindre ö med en fyr. Nordväst om Gräsö ligger Gräsbådan som är en mindre skogklädd ö. Vid södra delen av Gräsö ligger Idö naturreservat. Från Äspskärsbrygga vid sydspetsen kan man med passbåt färdas till den idylliska ön Rävsten.
Vid Gräsö kyrka är bebyggelsen så tät att den räknas som en småort med namnet Gräsö av SCB. Orten kallas också Gräsö kyrktrakt. Även Söderboda belägen på öns norra del räknas som en småort.
På ön ligger Gräsö gårds naturreservat. Många av gårdarna på Gräsö härstammar från medeltiden, bland annat Gräsö gård som var en av Gustav Vasas kungsgårdar.
Gräsös historia är delvis dokumenterad genom den demografiska databasen Gräsöarkivet.

## Skola
Skolan har lagts ner. 

## Dialekt
Gräsöns  dialekt har uppmärksammats flera gånger. Bland annat identifierar Fredrik Lindström Gräsö som den del där uppländskan är bäst bevarad tack vare sitt relativt isolerade läge. Dialekten heter Gräsömål.

## Historia
Förut var Gräsö uppdelad i två öar. Den norra ön hette då Wiggan, och den södra ön hette Gräsö. I och med landhöjningen växte dessa två öar ihop till en.